# Гунвор Понтен
Гунвор Понтен (швед. Gunvor Margareta Pontén; 11 лютого 1929, Стокгольм — 16 лютого 2023) — шведська акторка театру, кіно та телебачення.
Закінчила театральну академію у Стокгольмі (1954). Дебютувала в кіно 1949 року, після чого зіграла понад 50 ролей у фільмах і телевізійних шоу. Окрім іншого, знялась у шведській комедії Наживо на 'Hoppet', яка отримала «Срібного ведмедя» на 1-му Берлінському міжнародному кінофестивалі, що відбувся 1951 року.

## Вибрана фільмографія
- Наживо на «Hoppet» (1951)
- 1951 — Вона танцювала лише одне літо
- Насильство (1955)
- Шок (1961)
- Холостяцький готель (1975)
- Фрагментація (1984)
- Будинок мрії (1993)
- Джерело радості (1993)
- Тік-так (1997)
- Псалом 21 (2009)
- Оріон (2013)
- Вбивство біля моря (2013)
- Німецький король (2013)